# Neoastelia spectabilis
Neoastelia spectabilis är en enhjärtbladig växtart som beskrevs av J.B.Williams. Neoastelia spectabilis ingår i släktet Neoastelia och familjen Asteliaceae. Inga underarter finns listade i Catalogue of Life.